# ТМ-83
ТМ-83 — радянська протитанкова протибортова міна, що призначена для виведення з ладу колісної або гусеничної бронетехніки противника ударним ядром з бокового ракурсу в борт. Допускає встановлення в керованому та некерованому варіантах.

## Конструкція та принцип роботи
Встановлюється тільки вручну, при цьому ящик для транспортації може використовуватись, як основа для встановленої міни. Має два датчика цілі: сейсмічний (для економії електроенергії в режимі очікування) та інфрачервоний. При приближенні цілі сейсмічний датчик вмикає ІЧ-детектор та переводить міну в бойове положення. При появі теплового випромінювання цілі в полі зору ІЧ-детектора міна спрацьовує на підрив. Якщо ІЧ-детектор не зміг виявити ціль протягом трьох хвилин, то міна переходить назад в режим очікування.

## Тактико-технічні характеристики
| тип                                        | кумулятивна протибортова                       |
| маса загальна                              | 20.4 кг                                        |
| маса підривача                             | 2.7 кг                                         |
| заряд                                      | ТГ-40/60 — 9.6 кг                              |
| діаметр / висота                           | 250 мм / 440 мм                                |
| чутливість сейсмодатчика на танк           | 90—120 м                                       |
| чутливість ІЧ-детектора на танк            | 90—120 м                                       |
| підривник запасного варіанту               | МВЕ-72                                         |
| робоча довжина проводу датчика цілі МВЕ-72 | 60 м                                           |
| діаметр створюваної пробоїни               | 80 мм в броні товщиною 100 мм на відстані 50 м |
| час бойової роботи                         | не менше 30 діб                                |
| температурний режим застосування           | від -30 °C до 50 °C                            |